# Гойда Ніна Григорівна
Гойда Ніна Григорівна (нар.. 2 вересня 1947 року, Борки, Чернігівська область, Українська РСР) — українська лікарка. Заслужена лікарка України (1992). Докторка медичних наук (2000), професорка (2004). Дійсна членкиня Академії наук вищої освіти України. Лауреатка Державної премії України в галузі науки і техніки (2006).

## Життєпис
У 1973 році Ніна Гойда закінчила Чернівецький медичний інститут. Працювала лікаркою. З 1983 року працювала у відділі охорони здоров'я Хмельницького облвиконкому, у 1987—1992 роках — начальницею там же.
У 1992—2003 роках працювала в Міністерстві охорони здоров'я України (від начальниці Головного управління організації медичної допомоги дітям і матерям до першої заступниці Державного секретаря МОЗ України).
У 2000 році захистила докторську дисертацію, у 2002 р. — отримала професорське звання.
У 2003—2016 роках працювала на посаді проректорки Національної медичної академії післядипломної освіти.
За наукову розробку, організацію і впровадження системи санаторно-курортного оздоровлення і лікування вагітних в Україні 20 грудня 2006 року удостоєна Державної премії в галузі науки і техніки.

## Громадська діяльність
Входить до Поважної ради Громадської ініціативи «Орден святого Пантелеймона»

## Нагороди
- Орден княгині Ольги 3-го ступеня (2007)[4];
- Орден княгині Ольги 2-го ступеня (2018)[5].